# Bergeijk

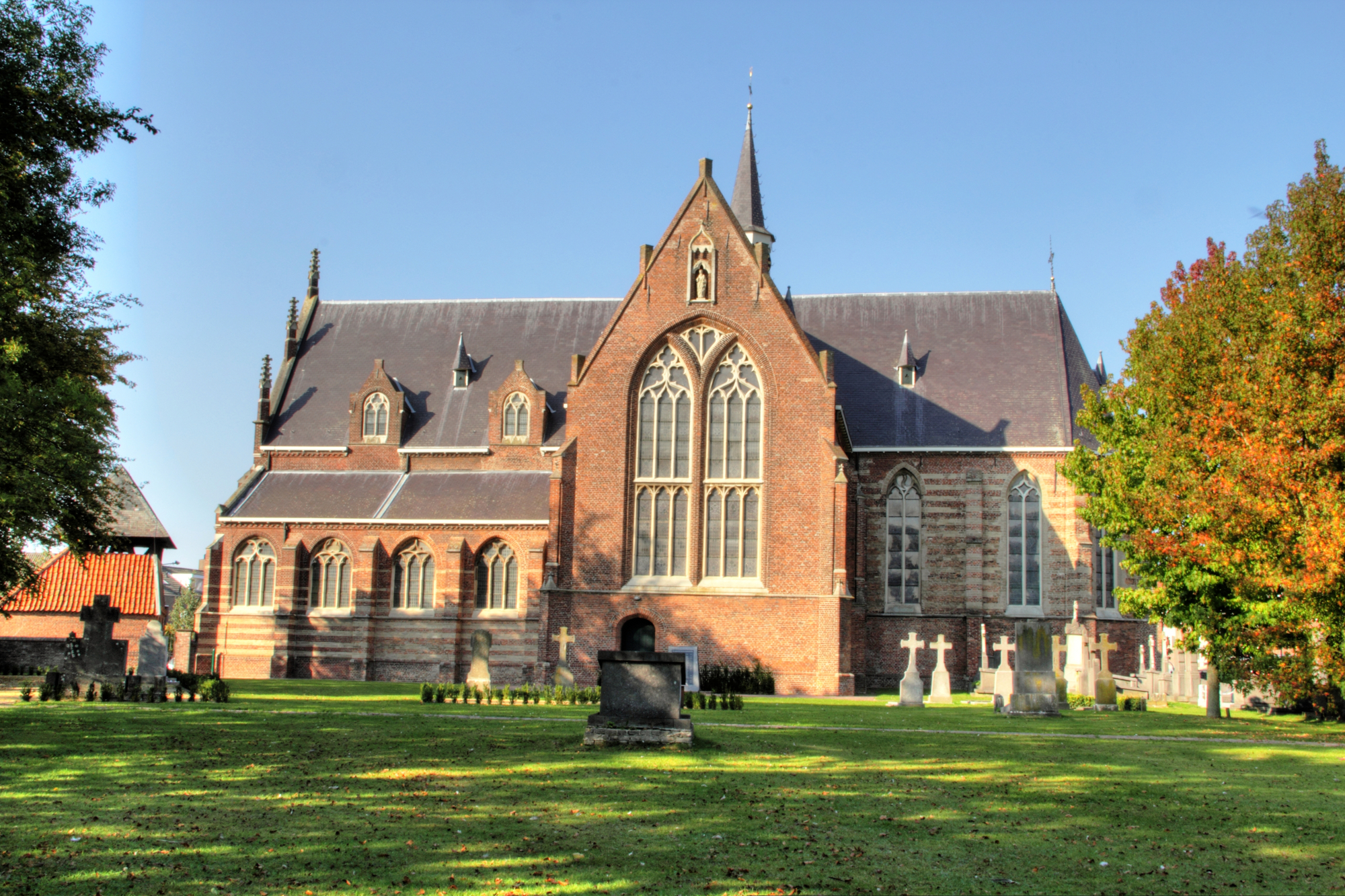
Kyrkan Sint Petrus Banden i Bergeijk.

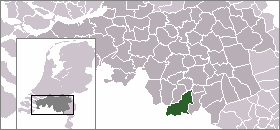
Bergeijks läge

Bergeijk är en kommun i provinsen Noord-Brabant i Nederländerna. Kommunens totala area är 101,79 km² (där 0,75 km² är vatten) och invånarantalet är 18 127 invånare (januari 2012).